# Cerekvička-Rosice
Cerekvička-Rosice – miejscowość i gmina (obec) w Czechach, w kraju Wysoczyna, w powiecie Igława. W 2022 roku liczyła 203 mieszkańców.